# Internationella ekonomprogrammet
Internationella ekonomprogrammet är en ekonomutbildning på universitetsnivå som bland annat finns vid Jönköpings högskola, Lunds universitet, Linköpings universitet och Södertörns högskola.

## Programutformning vid Lunds universitet
Studenterna läser under fyra år ekonomiska kurser med inriktning på företags- eller nationalekonomi. Ett halvårs studier sker i språk i antingen tyska, franska eller spanska, och i övrigt liknar programmet det vanliga ekonomprogrammet.

## Programutformning vid Linköpings universitet
Även i Linköping finns de tre inriktningarna tyska, franska eller spanska. Programmet kallas ibland Sprek, vilket betyder Språk Ekonomi. Från och med läsåret 2007-2008 kommer programmet omformas efter Bolognaprocessen och kommer då vara fyra år långt, istället för dagens fyra och ett halvt år. Studenterna vid programmet läser mycket språk och har även en obligatorisk utlandstermin då de är tvungna att studera utomlands. Programansvarig för programmet är Staffan Hård af Segerstad.